# Hans-Hermann Storm
Hans Hermann Storm (* 5. März 1937 in Elsdorf-Westermühlen) ist ein deutscher Buchautor und Heimatforscher.

## Leben
Hans Hermann Storm wuchs in Elsdorf-Westermühlen auf und besuchte die Freie Waldorfschule in Rendsburg. Nach einer landwirtschaftlichen Lehre machte er eine Fachausbildung und wurde Lehrer an der DEULA.
1985 veröffentlichte Storm den ersten Bildband So war es damals, das Leben auf dem Lande, in dem er Fotos aus dem Nachlass seines Großvaters, des Fotografen und Naturkundlers Jürgen Friedrich Mahrt, mit volkskundlichen Texten zur Alltagskultur auf dem Lande der 1920er und 1930er Jahre ergänzte. Mahrt gilt als ein Pionier der dokumentarischen Fotografie in Schleswig-Holstein. Bis 1995 erschienen von Das Leben auf dem Lande fünf weitere Bände. Die Reihe war eine der erfolgreichsten dieser Art in Norddeutschland.
Nachfolgend veröffentlichte Storm größerformatige Einzelbildbände wie Vertellen von fröher (1999) und brachte die Anthologie Vertellen ut ole Tieden (2011) mit norddeutschen Volksmärchen heraus. Seit 1999 schreibt Storm regelmäßig plattdeutsche Kolumnen u. a. für die Schleswig-Holsteinische Landeszeitung, in der er anhand eines Fotos frühere Arbeits- und Alltagskultur und Geschichten vom Lande vorstellt. 2016 erschien eine Sammlung der sh:z-Geschichten unter dem Titel Vertellen op Platt: Geschichten mit Bildern vom Lande als Buch.
Storm lebt in Rendsburg.

## Publikationen
- Damals auf dem Lande. Band 1 – 6.  [Illustrator: Jürgen Friedrich Mahrt] Möller Verlag Rendsburg, Christians Verlag Hamburg (1992–1995). ISBN 978-3-87550-050-9
- Vör den Klöndör. Christians Verlag Hamburg 1997. ISBN 978-3-7672-1281-7
- Vertellen von fröher – Bilder und Geschichten vom Lande. Christians Verlag Hamburg 1999.
- Hest al hört? Christians Verlag Hamburg 2000. ISBN 978-3-7672-1348-7
- Weeßt noch? Verlagsgruppe Husum 2002. ISBN 978-3-89876-063-8
- Ja, so weer dat. Bilder und Geschichten vom Lande. Verlagsgruppe Husum 2006. ISBN 978-3-89876-287-8
- Vertellen ut ole Tieden. Plattdeutsche Märchen und Erzählungen. Wachholtz Verlag, Neumünster 2011. ISBN 978-3-529-04781-7
- Vertellen op Platt. Geschichten mit Bildern vom Lande. Rendsburg 2016. ISBN 978-3-9810912-4-3